# Спеціальний
Спеціа́льний (рос. Специальный, ерз. Специальный) — селище у складі Беликоберезниківського району Мордовії, Росія. Входить до складу Перміського сільського поселення.
Стара назва — Спеціальний Посьолок.

## Населення
Населення — 6 осіб (2010; 5 у 2002).
Національний склад (станом на 2002 рік):
- ерзяни — 100 %